# آمادئوس
آمادئوس (انگلیسی: Amadeus) از آثار نمایشی پیتر شِـیفر است.

## اجراها و افتخارات
دو نمایش آمادئوس و اکوئوس از مهمترین آثار نمایشی پیتر شیفر بودند که در تئاتر ملی انگلستان به روی صحنه رفتند و بعدها نیز در تئاتر برادوی اجرا شدند و هر دو نمایش موفق به کسب جایزه تونی شدند… آمادئوس اولین بار در ۱۹۷۹ در نشنال تئاتر اجرا شد و بعداً جوایز اونینگ استاندارد و منتقدان لندن را به خود اختصاص داد. این نمایش در ۱۹۸۰ در برادوی روی صحنه رفت و بیش از ۱۰۰۰ اجرا داشت و برنده یک جایزه تونی هم شد.

## اقتباس‌ها
اقتباس سینمایی از نمایشنامه آمادئوس به کارگردانی میلوش فورمن در سال ۱۹۸۴ با موفقیت بی‌سابقه‌ای همراه بود و برای سازندگان آن هشت جایزه اسکار از جمله جایزه بهترین فیلم را به ارمغان آورد. شفر نیز اسکار بهترین فیلمنامه اقتباسی را از آن خود کرد. او همچنین در ۱۹۸۷ نشان فرمانده امپراتوری بریتانیا را دریافت کرد و در ۲۰۰۱ شوالیه شد.

## ترجمه به فارسی
نمایشنامه آمادئوس را منیژه محامدی به فارسی برگردانده است. همچنین ترجمه ای از فریده رازی با ویراست هادی غبرائی منتشر شده‌است. فیلمنامه کامل فیلم آمادئوس را هم سعید بازرجانی به فارسی ترجمه کرده‌است.